# Bagger Drama
Bagger Drama és una pel·lícula suïssa del 2024 dirigida per Piet Baumgartner i produïda per Dschoint Ventschr. El drama es va estrenar al setembre al Festival de Cinema de Sant Sebastià, on va guanyar el Premi Nous Directors. És el primer llargmetratge de Baumgartner. S'ha subtitulat al català.